# سورایا آرنلاس
ثریا آرنلاس (به اسپانیایی: Soraya Arnelas) (زاده ۱۳ سپتامبر ۱۹۸۲) خواننده اسپانیایی است.
او در مسابقه آواز یوروویژن ۲۰۰۹ نماینده اسپانیا بود. او که بیشتر با نام هنری خود ثریا شناخته می شود، خواننده اسپانیایی است. ثریا نماینده اسپانیا در مسابقه آواز یوروویژن 2009 در مسکو، روسیه با آهنگ "La noche es para mí" بود که با 23 امتیاز در رده بیست و سوم قرار گرفت.

ثریا آرنلاس در 13 سپتامبر 1982 در والنسیا د آلکانتارا، کاسرس، اسپانیا به دنیا آمد. در سن 11 سالگی به مادرید رفت. او می خواست درام بخواند اما به زودی به عنوان مهماندار هواپیما برای Iberworld شروع به کار کرد و در آنجا به سراسر جهان سفر کرد. او علاوه بر زبان مادری اسپانیایی خود، به زبان های انگلیسی و پرتغالی نیز مسلط است.